# Frank Valentino
Francis Valentine Dinhaupt (Nova York, 1907 - Fairfax, Virgínia, 14 de juny, 1991), va ser un baríton operístic nord-americà. Potser se'l recorda millor per les seves actuacions amb Arturo Toscanini.

## Vida i carrera
Valentino i la seva família es van traslladar des de Nova York a Denver quan tenia 11 anys i allà va començar a estudiar música. El 1926 va marxar a Itàlia per ampliar els seus estudis i va debutar a Parma com a Germont l'any següent. Un productor italià va decidir que el seu nom era "massa americà" i el va batejar Francesco Valentino, un nom artístic que va quedar enganxat al llarg de la seva carrera. Durant la dècada de 1920 i 1930, Valentino va actuar als principals teatres europeus com La Scala de Milà i Glyndebourne a Anglaterra.
Valentino va tornar al seu país l'any 1940 on va començar una associació amb la Metropolitan Opera, apareixent en 26 papers durant 21 temporades i no es va perdre mai cap actuació programada. Els seus papers principals inclouen Figaro, Count di Luna, Marcello i Rigoletto. També va actuar amb altres grans companyies nord-americanes com la San Francisco Opera i la Philadelphia Grand Opera Company. A més, va actuar en nombrosos recitals i concerts; sobretot el 50è aniversari de les emissions del concert de la NBC de La bohème de Puccini sota la direcció d'Arturo Toscanini el 1946. El 1962 es va retirar del cant i es va incorporar a la facultat del Conservatori de Música Peabody i va ensenyar durant 15 anys fins que es va retirar el 1977.
Valentino va estar casat amb Edith Taylor fins a la seva mort el 1975. Durant els seus anys a Peabody va viure a Severna Park, Maryland, després es va traslladar a Fairfax, Virgínia, on va morir, d'insuficiència renal, als 84 anys. Era catòlic romà.